# Waga lekka
Waga lekka – kategoria wagowa zawodników sportów walki oraz sztangistów.

## Informacje
Waga lekka występuje przede wszystkim w sportach walki. W boksie czy w MMA została zunifikowana przez największe federację w przeciwieństwie do kick-boxingu, gdzie nie ma zunifikowanych kategorii i limity wagowe zależą głównie od danej federacji czy związku sportowego w jakim zostały ustalone.
Limity wagowe zmieniały się na przestrzeni lat w poszczególnych sportach i aktualnie wyglądają następująco: 
- Boks – do 61,2 kg (-135 lb)[1][2]
- Boks tajski – ok. 61,2 kg (135 lb)[3]
- Kick-boxing[4]:
  - GLORY – do 70 kg (-154 lb)[5]
  - ISKA – do 61 kg (-134 lb)[6]
  - WAKO – do 64,5 kg (-142,1 lb)[7]
  - WKN – do 64,4 kg (-142 lb)[8]
- MMA – do 70,3 kg (-155 lb)[9]
- Podnoszenie ciężarów – 73 kg (kobiety 59 kg)[10]